# Barringtonia pterita
Barringtonia pterita är en tvåhjärtbladig växtart som beskrevs av Elmer Drew Merrill. Barringtonia pterita ingår i släktet Barringtonia och familjen Lecythidaceae.
Artens utbredningsområde är Filippinerna. Inga underarter finns listade i Catalogue of Life.